# Prisciliano Delgado
Prisciliano Delgado är en ort i Mexiko.   Den ligger i kommunen Matamoros och delstaten Tamaulipas, i den östra delen av landet, 700 km norr om huvudstaden Mexico City. Prisciliano Delgado ligger 27 meter över havet och antalet invånare är 210.
Terrängen runt Prisciliano Delgado är mycket platt. Runt Prisciliano Delgado är det ganska tätbefolkat, med 90 invånare per kvadratkilometer. Närmaste större samhälle är Río Bravo, 19,4 km väster om Prisciliano Delgado. Trakten runt Prisciliano Delgado består till största delen av jordbruksmark.